# 22.2
22.2 hay còn gọi là Hamasaki 22.2 (được đặt theo tên Kimio Hamasaki, một kỹ sư nghiên cứu cao cấp tại Phòng thí nghiệm nghiên cứu khoa học và công nghệ của NHK (STRL)) là thành phần âm thanh vòm của Super Hi-Vision (SHDTV - một chuẩn truyền hình mới với độ nét gấp 16 lần HDTV). Hệ thống được phát triển bởi Phòng thí nghiệm nghiên cứu khoa học và công nghệ của NHK. Nó sử dụng 24 loa (bao gồm 2 loa siêu trầm) được sắp xếp thành 3 tầng.

## Vị trí loa
Các loa được sắp xếp thành 3 tầng. Kênh trung tâm tầng trên là một loa được đặt ngay ở trung tâm trần căn phòng và hướng thẳng về khu vực khán giả.

### Tầng trên: 9 loa ở trên tầm tai nghe
| - Top-Front-Left - Top-Side-Left - Top-Back-Left | - Top-Front-Center - Top-Center - Top-Back-Center | - Top-Front-Right - Top-Side-Right - Top-Back-Right |

### Tầng giữa: 10 loa ở ngang tầm tai nghe
| - Front-Left - Side-Left - Back-Left | - Front-Left-of-Center | - Front-Center - Back-Center | - Front-Right-of-Center | - Front-Right - Side-Right - Back-Right |

### Tầng dưới: 5 loa ở dưới tầm tai nghe
| - Bottom-Front-Left - Left-Subwoofer | - Bottom-Front-Center | - Bottom-Front-Right - Right-Subwoofer |

## Trình diễn
- Expo 2005, Aichi, Nhật Bản
- NAB Show 2006, Las Vegas
- IBC 2006, Amsterdam, Hà Lan
- IBC 2008, Amsterdam, Hà Lan[3]
- NAB Show 2009, Las Vegas

## Phê bình
- "Ultra HD draws crowds, interest at NAB2006". BroadcastEngineering HD Technology Update e-newsletter. ngày 2 tháng 5 năm 2006. Truy cập ngày 14 tháng 2 năm 2007.